# Donceel
Donceel ist eine kleine frankophone belgische Gemeinde in der Region Wallonien. Der Ort befindet sich im belgischen Arrondissement Waremme in der Provinz Lüttich. Donceel hat 3119 Einwohner (Stand: 1. Januar 2024) und eine Fläche von 23,31 km². Neben Donceel selbst umfasst die Gemeinde die Ortschaften Haneffe, Jeneffe und Limont.
Donceel liegt sechs Kilometer südöstlich von Waremme, 16 Kilometer nordnordöstlich von Huy, 17 Kilometer westlich von Lüttich und 68 Kilometer südöstlich der belgischen Hauptstadt Brüssel (alle Angaben in Luftlinie bis zum jeweiligen Stadtzentrum gemessen).
Die nächsten Autobahnabfahrten befinden sich gut sechs Kilometer nördlich bei Waremme an der belgischen Autobahn A3/E70 und sieben Kilometer südlich an der A15/E42 bei St-Georges. In Waremme, Huy und Amay befinden sich die nächstgelegenen Regionalbahnhöfe. In Lüttich halten auch überregionale Schnellzüge wie unter anderem der Thalys auf der Verbindung Paris/Oostende-Lüttich-Aachen-Köln. Der nächste Regionalflughafen liegt nahe der Stadt Lüttich; bei Brüssel befindet sich ein internationaler Flughafen.

## Weblinks

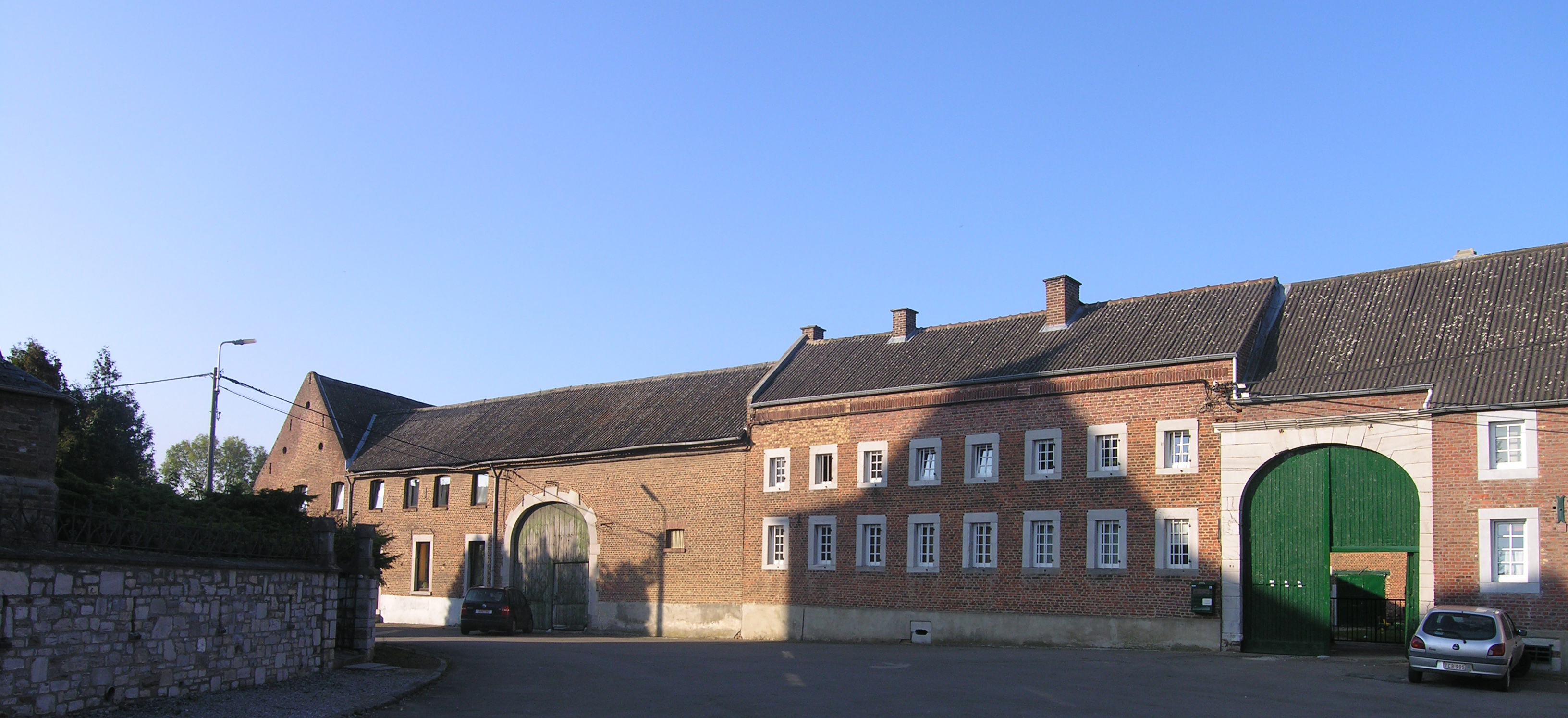
Bauernhöfe im Ortsteil Limont